# Heinrich Conrad Le Goullon
Heinrich Conrad Le Goullon (geb. 29. März 1801 in Weimar; gest. 14. März 1883 ebenda) war ein Arzt.

## Leben
Er war 6. Kind des Mundkochs François Le Goullon. Er promovierte 1822 in Berlin.
Goullon ging unter dem Namen „Budang“ in die Erzählung „Die Ratsmädel von Weimar“ der Helene Böhlau als Spielgenosse von Friedrich Schiller und Franz Horny ein. Goullon studierte in Jena Medizin, ging zur Promotion nach Berlin, war Badearzt in Bad Berka und ließ sich schon 1826 als praktischer Arzt in Weimar nieder. Er genoss als homöopathischer Arzt einen guten Ruf und war ein angesehener Bürger in Weimar. Goullon begründete 1833 den Thüringisch Homöopathischen Verein und war ein anerkannter Medizinalbeamter im Großherzogtum Sachsen-Weimar-Eisenach. Goullon ist heute wenig bekannt im Unterschied zu seinem Vater, war jedoch hinsichtlich der Homöopathie in Thüringen sehr einflussreich und dort zugleich Begründer derselben.
Sein Grab befindet sich auf dem Historischen Friedhof Weimar.

## Werke (Auswahl)
- Heinrich Conrad Le Goullon: De plica Polonica: Diss. inaug. med., Berolinum, 1822.
- Heinrich Conrad Le Goullon: Das Bienengift im Dienste der Homöopathie, 1880.